# Stülper Schloßweg

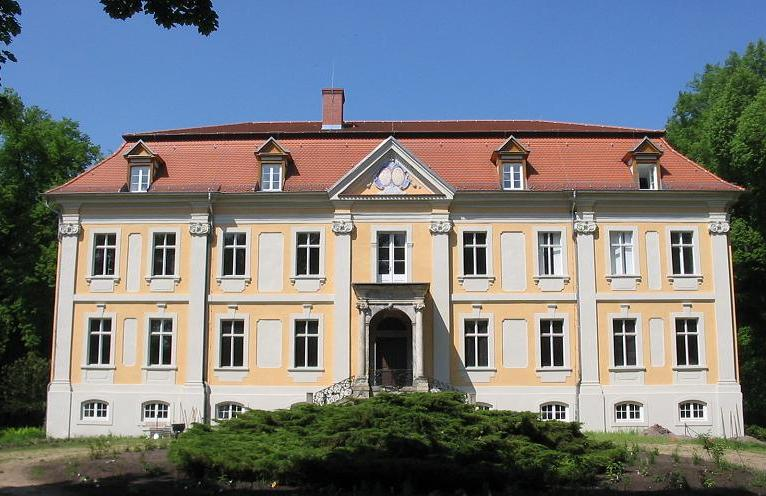
Schloss Stülpe

Der Stülper Schlossweg ist ein rund 14,1 km langer Wanderweg und Teil des FlämingWalks. Er erschließt im Naturschutzgebiet Heidehof-Golmberg die beiden Ortsteile Stülpe und Lynow der Gemeinde Nuthe-Urstromtal im Landkreis Teltow-Fläming im Land Brandenburg.

## Verlauf

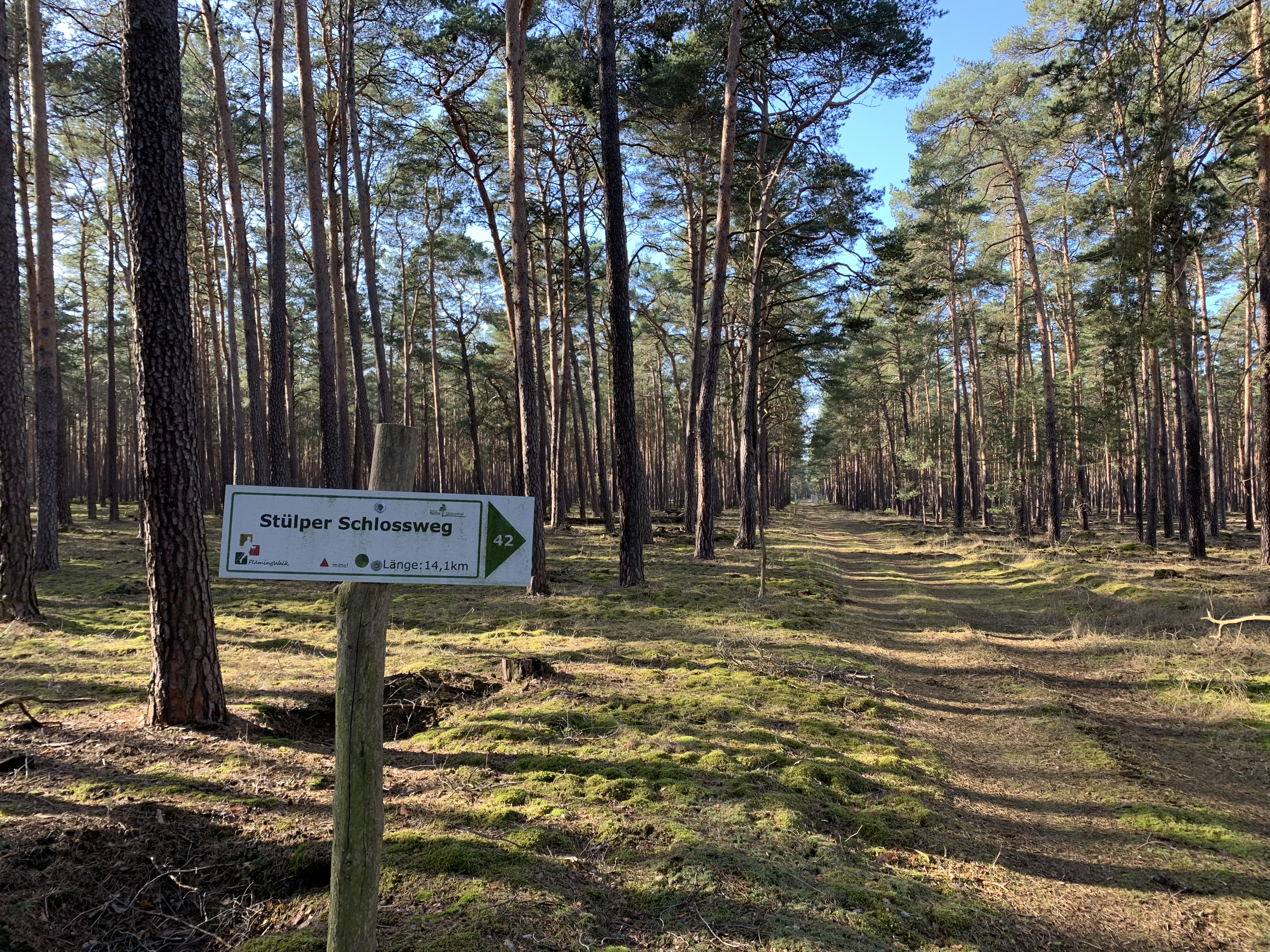
Weg im NSG Heidehof-Golmberg

Zwar handelt es sich um einen Rundweg, im Kartenmaterial des FlämingWalks ist dennoch der Dorfanger der Dorfkirche Stülpe als Ausgangspunkt angegeben. Der Weg führt von dort über die Baruther Straße nach 170 Metern in nördlicher Richtung aus dem Ort. Entlang der Schönefelder Chaussee erreicht der Wanderer nach wenigen hundert Metern das für den Rundweg namensgebende Schloss Stülpe. Der Weg führt auf der Chaussee insgesamt auf einer Länge von 1,2 km in nördlicher Richtung und zweigt dann nach Westen hin ab. Auf rund vier Kilometern in westlicher Richtung durchquert er auf einem Spurplattenweg entlang des Wolfsbuschgrabens die Flemmingwiesen. Am Dammgraben Lynow zweigt der Weg in südlicher Richtung ab und erreicht nach rund einem Kilometer den Ortseingang von Lynow. Entlang der Straße Zur Horstmühle führt der Weg in den Ort, quert dort die Landstraße 73 und führt auf der Merzdorfer Straße auf einer Länge von rund 1,5 km wieder aus dem Ort hinaus. Nun verläuft der Weg am Waldrand der Lynower Heide, durchquert diese und verläuft anschließend auf einem Asphaltweg weiter nach Westen. Dort trifft er erneut auf den Wolfsbuschgraben, folgt diesem in südlicher Richtung und zweigt nach rund 700 Metern in nordwestlicher Richtung ab. Anschließend führt der Weg auf rund 1,5 km am Feld- und Waldrand entlang einer Baumgruppe, die zu einer früheren Zeit von Harzern landwirtschaftlich genutzt wurden. Die Route führt von dort auf den Merzdorfer Weg und anschließend über die Landstraße 70, die Ließener Straße, wieder zum Ausgangspunkt zurück.

## Länge, Ausgestaltung und Beschilderung

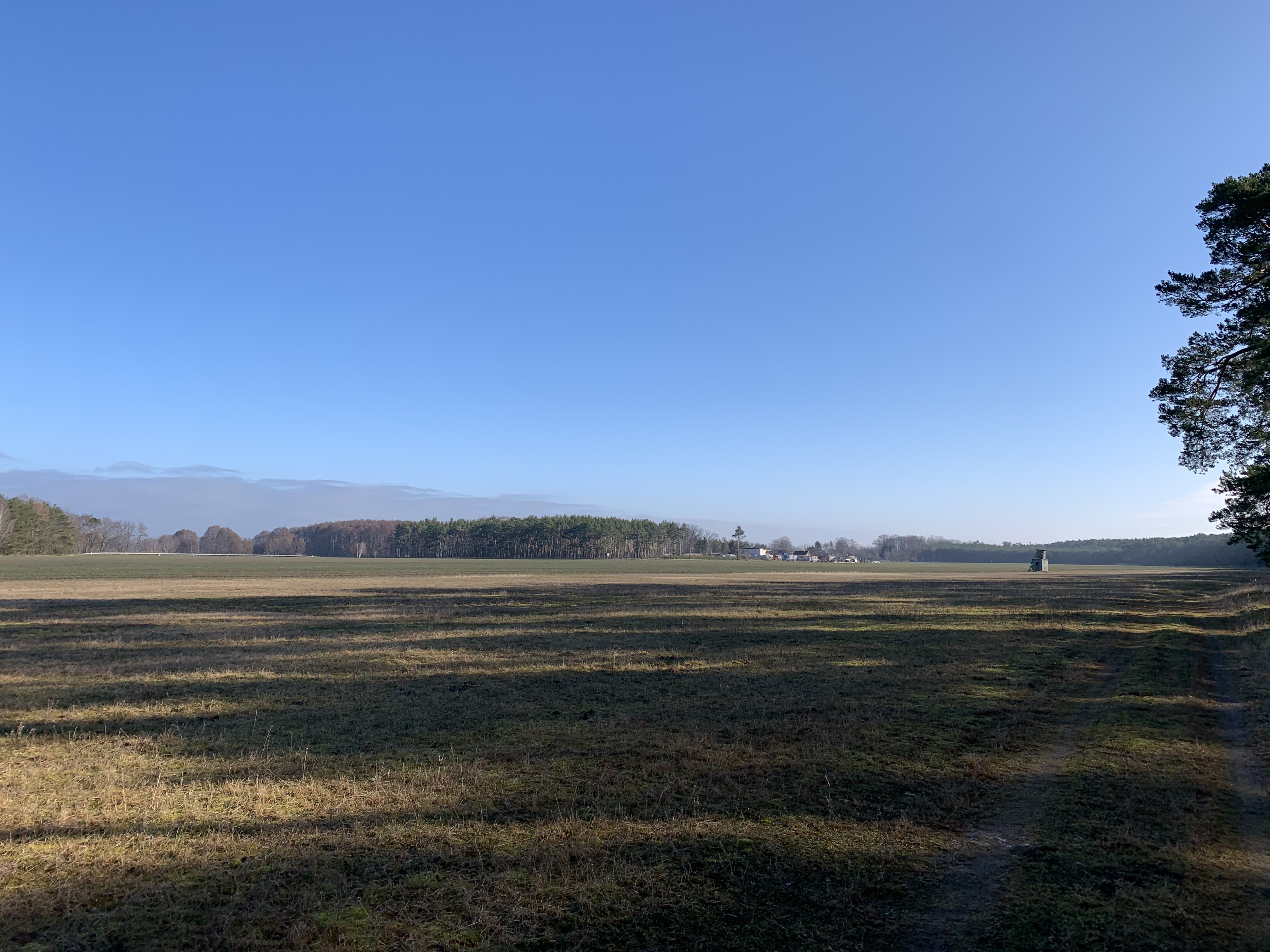
Blick vom Weg nach Lynow

Die Strecke hat eine Gesamtlänge von 14,1 km, die zu 32 % im Wald, zu 38 % auf Feld/Wiese und zu 30 % auf Asphalt verläuft. Der Weg ist im Kartenwerk mit der Nummer 42 und einer grünen Markierung gekennzeichnet.